# 仙回瑶族乡
仙回瑶族乡是中华人民共和国广西壮族自治区贺州市昭平县下辖的一个民族乡。

## 行政区划
仙回瑶族乡下辖以下村级行政区划单位：
新中村、茶山村、大中村、鹿鸣村、古盘村和茅坪村。